# Unterneukirchen
Unterneukirchen est une commune de Bavière (Allemagne) de 2 969 habitants, située dans l'arrondissement d'Altötting et le district de Haute-Bavière.